# 歐文·柏林
歐文·柏林（英語：Irving Berlin，1888年5月11日—1989年9月22日），俄羅斯出生的美國作曲家，作詞家，被廣泛認為是美國歷史上最偉大的詞曲作家。他在1907年出版了的第一首歌曲《Marie from Sunny Italy》，他的第一個重大國際性歌曲，是1911年的《Alexander's Ragtime Band》。